# Schlacht von Parabiago
Die Schlacht von Parabiago war eine Auseinandersetzung, die am 21. Februar 1339 in der Umgebung von Parabiago und Nerviano zwischen den mailändischen Truppen von Azzone Visconti unter dem Kommando seines Onkels Luchino und den Söldnern der Compagnia di San Giorgio unter dem Kommando seines Onkels Lodrisio, Anwärter auf den Titel des Herrn von Mailand, stattfand.

## Ursache

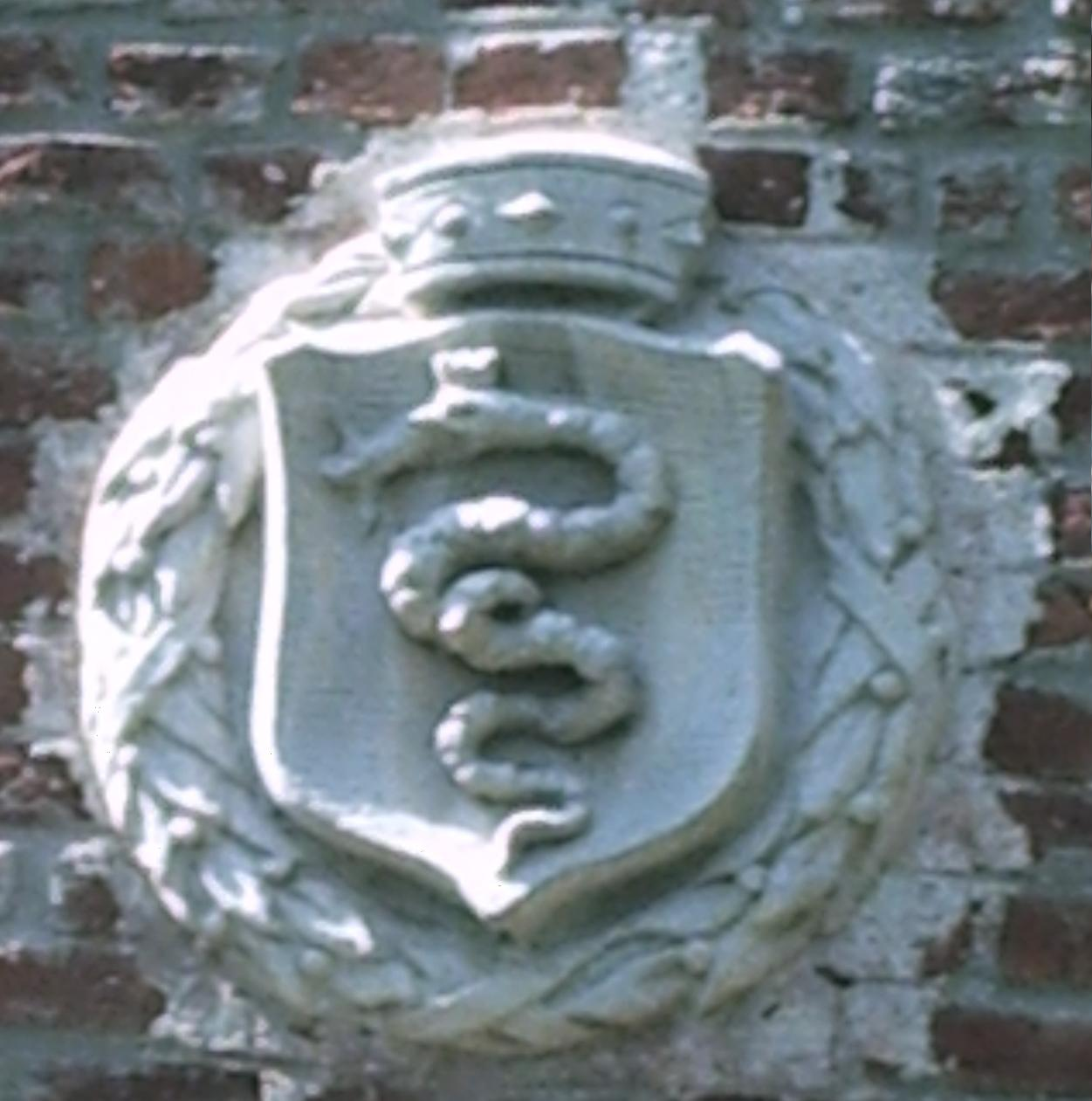
Visconti-Wappen, Detail der hinteren Fassade der Villa Maggi-Corvini in Parabiago

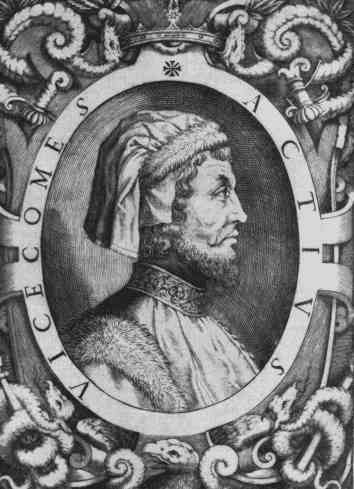
Azzone Visconti, Herr von Mailand

Alles begann im Jahre 1327 mit dem Tod des Herrn von Mailand Galeazzo I. Visconti, der als einzigen Erben seinen Sohn Azzone hinterließ, der in Opposition zum Papst vom deutschen Kaiser Ludwig der Bayer den Titel eines Vikars von Mailand erhielt. Im Jahr 1332 wurde die Regierung des neuen Vikars durch seine Onkel Luchino und Giovanni Visconti, Söhne von Matteo Visconti, in einer Art Triumvirat ergänzt. Der andere Onkel, Lodrisio, der draußen blieb, inszenierte vergeblich eine Reihe von Verschwörungen, um die drei zu stürzen. Als alle seine Komplizen von Azzone verhaftet (23. November 1332) und in die Gefängnisse von Monza (bekannt als die Öfen) eingesperrt wurden, war er gezwungen, als Gast von Mastino II. della Scala, nach Verona zu fliehen.

## Vorbereitung
Lodrisio stellte am Hof der Scaliger ein Heer aus überwiegend Deutschen und deutschsprachigen Schweizern auf, die so genannte Compagnia di San Giorgio, und schloss mit Hilfe von Mastino, Herr von Verona, eine Reihe von Bündnissen mit den Feinden seines Neffen, darunter Calcino Tornielli, Herr von Novara. Inzwischen hatte auch sein Neffe Azzone Bündnisse geschlossen: Ludovico, Sohn Aymones von Savoyen, den Markgrafen von Ferrara Obizzo III. d’Este, die Herrschaften von Mantua, Saluzzo und Bologna sowie das Patriarchat von Aquileia. So begann der ehrgeizige Onkel, der sich den Titel des Herrn von Seprio aneignete, seine Truppen von Venetien aus in Marsch zu setzen und traf bei Rivolta d’Adda (1339, Anfang Februar) auf das ambrosianische Heer. Pinalla Aliprandi, Generalkapitän des Heeres von Azzone, stellte sich ihm mit 500 Rittern entgegen, konnte ihn aber nicht daran hindern, die Adda zu überqueren. In den folgenden Tagen nahm Lodrisio Cernusco in Martesana, Sesto „di Monza“ und Legnano ein, wo er sich den Scaliger-Truppen anschloss.
Doch Azzone bekam Verstärkung: Aus Ferrara kamen Soldaten unter dem Kommando von Roberto Villani, der vom Kriegsrat zum Anführer der Hilfstruppen gewählt worden war. Nun konnte sich der Vikar gegen seinen Rivalen organisieren: In mehreren Dörfern des Simplongebiets stationierte er Truppen, in Parabiago die Vorhut, in Nerviano das Verteidigungszentrum unter seinem Onkel Luchino, dem Oberbefehlshaber des Heeres, in Rho kontrollierte Villani die Nachhut, in Mailand befehligte der gichtkranke Azzone, mit seinem Onkel Erzbischof Giovanni an seiner Seite, die Verteidigung innerhalb der Mauern.

## Die Schlacht

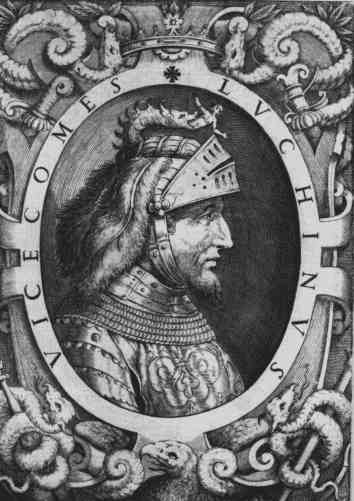
Luchino Visconti „Held“ der Schlacht von Parabiago

Im Morgengrauen des 21. Februar verließ Lodrisio Legnano und beschloss, seine Feinde anzugreifen, indem er heimlich auf drei Routen in Parabiago eindrang: von Canegrate, vom Simplon und entlang der Olona. Die Vorhut des städtischen Heeres, 2000 Landsknechte und 800 Reiter unter Rainald von Lonrich, wurde zunächst überrascht, da viele Soldaten noch schliefen, konnte sich aber bald sammeln und Widerstand leisten. Die Schlacht fand bei besonders kaltem Wetter und schneebedecktem Schlachtfeld statt. Gegen Mittag brachen die Verteidigungsanlagen zusammen und Rainald von Lonrich musste sich mit Giovanni Visconti und den 300 noch kampffähigen Rittern ergeben. Die restlichen 2000 Landsknechte und 500 Ritter waren gefallen, verwundet oder nach Nerviano geflohen, um den Rest des Heeres zu alarmieren.
Luchino ritt dann mit seinen Truppen nach Parabiago, aber bevor er dort ankam, schlug er einige der Adligen, die ihm gefolgt waren, zum Ritter, um die Moral seiner Männer zu stärken. Es handelte sich um Protaso Caimi aus Mailand, Lucio Vistarini aus Lodi, Giovanni Fieschi aus Genua, Lanzarotto Anguissola und Dondazio Malvicini della Fontana aus Piacenza und einen der Inviziati aus Alessandria. Daraufhin kam es zur Schlacht. Es wird berichtet, dass zur Unterscheidung der beiden Heere, die beide die Insignien der Visconti trugen, die Mailänder Miles Sancti Ambrosii (Soldaten des Heiligen Ambrosius) und die Soldaten der Compagnia di San Giorgio Rithband Heinrich (Heinrichs Kavallerie) riefen. Einige Zeit lang waren die Soldaten von Lodrisio in der Überzahl, und in den Reihen der Ambrosianer taten sich die Soldaten von Pinalla Aliprandi hervor, unter denen sich ein gewisser Antonio befand, der uneheliche Sohn von Matteo Visconti, dem damaligen Onkel von Azzone; er tötete die deutschen Söldner und nahm ihre Fahne an sich. Schließlich wurden jedoch viele mailändische Befehlshaber getötet, verwundet oder gefangen genommen, so dass Luchino sich in einer verzweifelten Lage befand und einen extremen Entschluss fasste: Er bewaffnete sich mit einer Lanze und ritt wütend in die Reihen des Feindes, wurde vom Pferd gerissen, verwundet, entkleidet und von den Lodrisianern gefangen genommen, die ihn an einen Walnussbaum banden. Seine Männer verloren den Mut und zogen sich nach Nerviano zurück. Lodrisio, der den Sieg nahen sah, schlug sein Lager im Zentrum des Dorfes Parabiago auf und überlegte mit seinen Befehlshabern, wie er in Mailand einmarschieren könnte, während sich seine Soldaten zum Plündern zerstreut hatten.
Die Flüchtlinge kamen in Mailand an und berichteten verängstigt über den ungewissen Ausgang der Schlacht, die anscheinend zugunsten der Feinde ausgegangen war. Azzone alarmierte die Soldaten innerhalb der Stadtmauern und befahl, alle Stadttore zu schließen, damit niemand die Stadt betreten oder verlassen konnte. Dann zog er sich anscheinend in seine Privatkapelle zurück, um zu Gott und dem heiligen Ambrosius zu beten. Andere hingegen erreichten Rho, wo Roberto Villani die Verstärkung aus Ferrara in Person von Ettore da Panigo und 300 weiteren savoyischen Rittern vorfand. Er beschloss, die Reihen der Ambrosianer neu zu ordnen und marschierte in Richtung Parabiago: Es war ihm ein Leichtes, die Wachen zu überraschen, und nachdem er Luchino befreit hatte, nahm er den Kampf wieder auf. Die Soldaten von Lodrisio, die nach stundenlangem Kampf desorganisiert und müde waren, wurden schnell besiegt.

## Die wundersame Erscheinung und Epilog

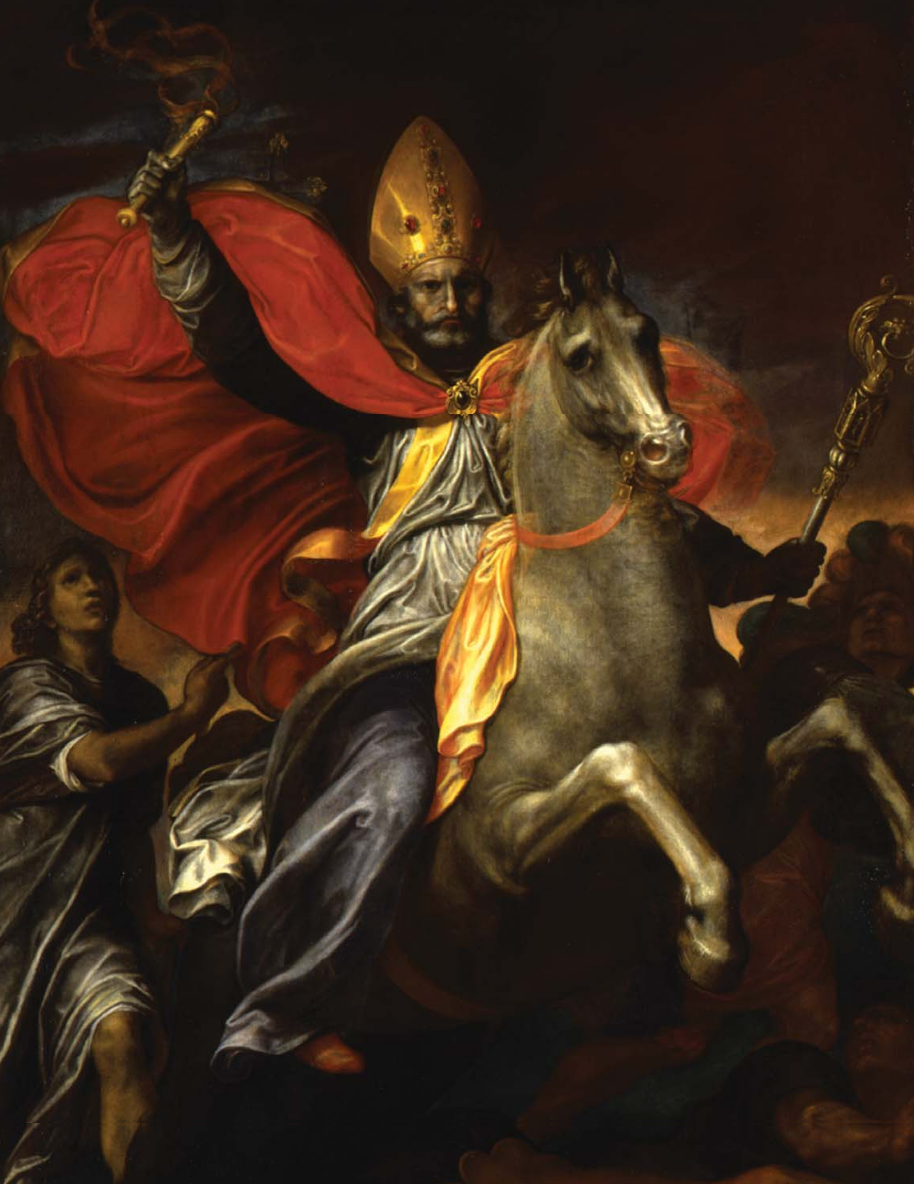
Hl. Ambrosius auf dem Pferd, Giovanni Ambrogio Figino – Castello Sforzesco, Mailand

Der Legende nach, die von einigen Chronisten jener Zeit überliefert wurde, wurden die Gebete des kaiserlichen Vikars erhört: Der heilige Ambrosius erschien auf dem Schlachtfeld. Am Himmel bildete sich eine weiße Wolke, aus der der weiß gekleidete Schutzpatron von Mailand auf einem Pferd erschien und mit seiner Peitsche wütend auf die Soldaten von Lodrisio einschlug und sie in Angst und Schrecken versetzte.
Mindestens 3000 Mann und 700 Reiter fielen in der Schlacht, auf beiden Seiten gab es zahlreiche Verwundete; die Mailänder nahmen außerdem 2100 Reiter gefangen. Lodrisio wurde mit seinen beiden Söhnen Ambrogio und Giannotto auf dem Land entdeckt und gezwungen, sich in die Hände von Giovanni Visconti, dem Sohn von Vercellino, zu begeben. Auf Befehl von Azzone wurde er in das Gefängnis von San Colombano al Lambro gesperrt. Dort blieb er bis 1349, als er nach dem Tod von Azzone und Luchino von seinem großzügigen Bruder, Erzbischof Giovanni Visconti, freigelassen wurde.
Mehr noch als das Eingreifen von Ettore da Panigo war die legendäre Erscheinung des Schutzpatrons von Mailand, dem die Beendigung der Schlacht von Parabiago zugeschrieben wurde, Gegenstand der Feierlichkeiten. Die Eindrücke dieses Ereignisses, das zu den blutigsten der damaligen Zeit gehörte, waren so stark, dass sie die Schlacht von Legnano in den mailändischen und lombardischen Chroniken für Jahrhunderte in den Schatten stellten.

## Gedenkveranstaltungen

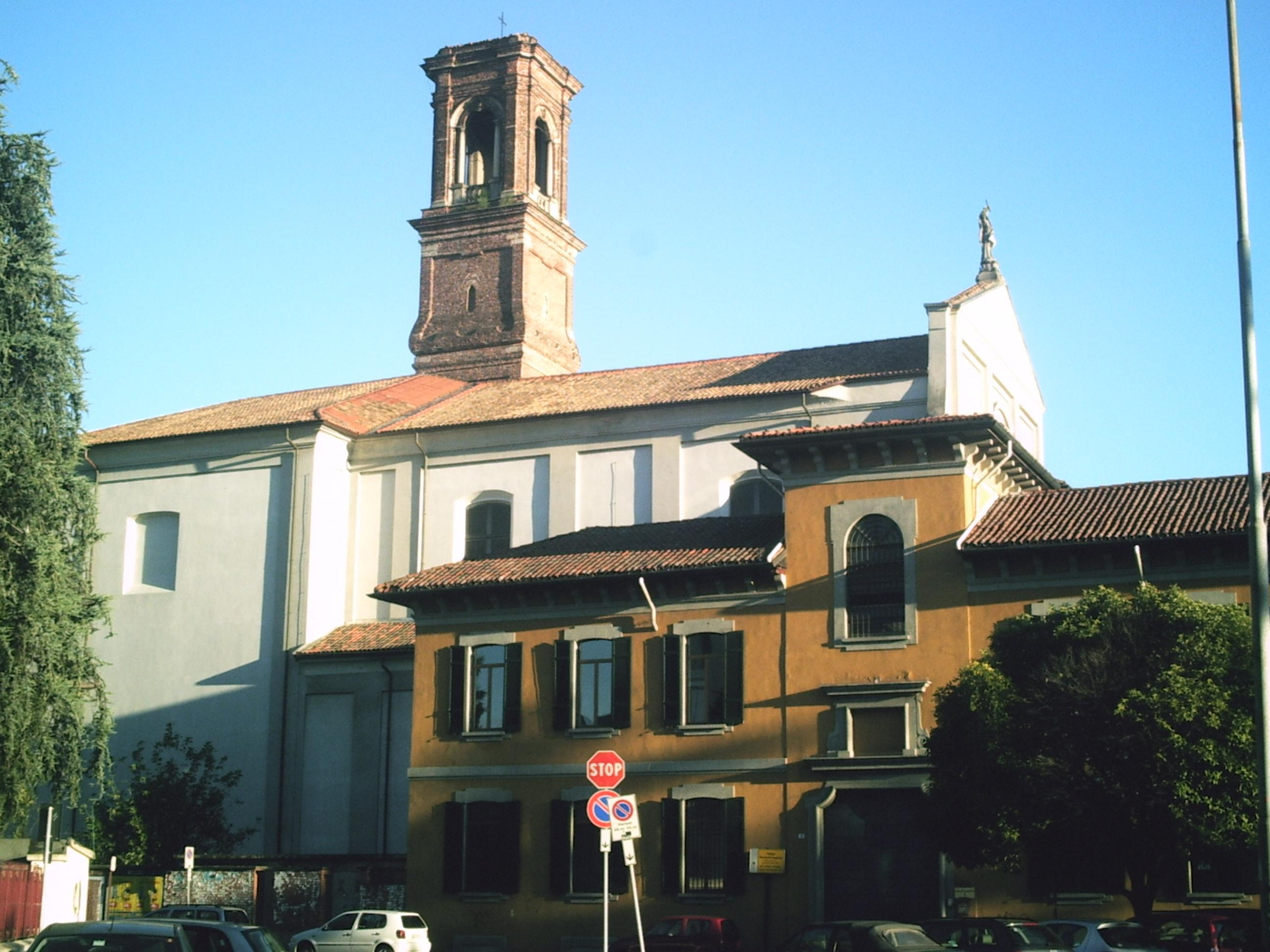
Seitenansicht der Kirche Sant’Ambrogio della Vittoria und des angrenzenden ehemaligen Klosters

Ein Jahr nach der Schlacht ordnete der siegreiche Visconti den Bau eines „Tempels“ in Parabiago an, genau an der Stelle, wo der Heilige erschienen war und Luchino an den Nussbaum gefesselt wurde. Erzbischof Giovanni Visconti durfte den Grundstein legen, und 1348 war der Bau vollendet. Es wurde beschlossen, dass jedes Jahr am 21. Februar eine Prozession von Mailand zur neuen Kirche in Parabiago stattfinden sollte. Diese Prozession fand bis zum 16. Jahrhundert statt, dann wurde sie abgeschafft und in die Stadt zur Kirche Sant’Ambrogio ad Nemus verlegt. Nach einigen Unterbrechungen wurde sie 1581 auf Befehl des Erzbischofs Karl Borromäus aus disziplinarischen Gründen und wegen der Untauglichkeit der Straßen aufgrund häufiger und starker Schneefälle endgültig eingestellt.
In der Certosa di Pavia, in der Kapelle des Heiligen Ambrosius, wurde 1659 von Rusnati ein Pallium aus Marmor geschaffen, das die Erscheinung im Kampf darstellt.
Die gleiche Szene ist auf einer Bronzeplatte von Castiglioni im Hauptportal des Mailänder Doms dargestellt.
Eine weitere Darstellung befindet sich auf einer Predella in der Kirche San Martino in Calolziocorte, die von einigen Lorenzo Lotto zugeschrieben wird.
Zum Gedenken an dieses Ereignis ließ Azzone Visconti auch die kleine Kapelle Sant’Ambrogio in Somasca, einem Ortsteil von Vercurago, innerhalb der Mauern der Castello dell’Innominato errichten.